# Anthaxia luctuosa
Anthaxia luctuosa es una especie de escarabajo del género Anthaxia, familia Buprestidae. Fue descrita científicamente por Lucas en 1846.